# Tram-EM

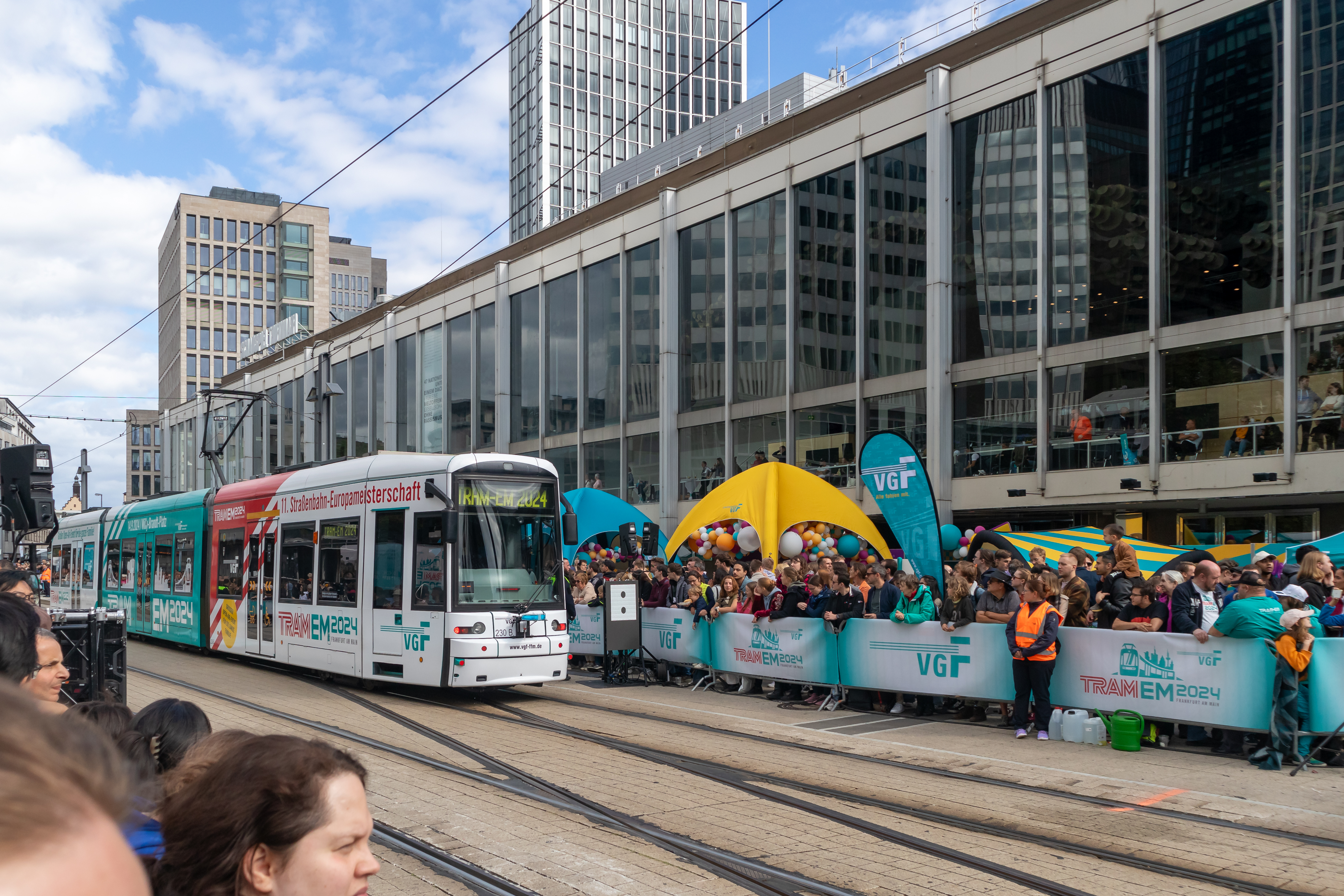
Soutěž v roce 2024 ve Frankfurtu nad Mohanem

TRAM-EM European TramDriver Championship je mistrovství Evropy pro řidiče tramvají.

## Vývoj
První tramvajové mistrovství Evropy se konalo v roce 2012 v rámci oslav 140. výročí založení drážďanské tramvajové dopravy. Akci pořádá každý rok jiný dopravní podnik ve spolupráci s drážďanskou produkční společností, která v roce 2012 vypracovala koncept a realizaci.
Od roku 2014 je TRAM-EM registrovanou slovní známkou drážďanské „yawima GmbH“, půjčovny stolních a pokojových dekorací.
Vzhledem k zájemcům z Jižní Ameriky, jihovýchodní Asie a Afriky oznámil starosta Vídně Michael Ludwig, že v roce 2025 proběhne soutěž jako první mistrovství světa.

## Koncept
Mistrovství Evropy v tramvaji se koná jako týmová soutěž. Každý evropský dopravní podnik s tramvajovou sítí může do soutěže přihlásit svůj tým.
Šampionát se koná ve dvou kolech. Každé kolo se skládá ze 6 různých disciplín. Mohou to být disciplíny jako cílové brzdění, spuštění nouzového brzdění, měření boční vzdálenosti v zatáčce, zastavení přesně na plošině, měření rychlosti se zakrytým rychloměrem, precizní jízda kolem závory, tramvajový billiard a tramvajový bowling. Navíc se do celkového hodnocení započítává čas. Celá akce se skládá z prezentace týmů, tréninkových jízd, jízdního večera, soutěže a předávání cen.
Mistrovství se mnohdy organizují společně s oslavami hostitelského dopravního podniku, např. 140 let tramvají v Drážďanech, 10 let tramvají v Barceloně nebo 150 let tramvají ve Vídni. Cílem akce je poskytnout řidičům tramvají platformu pro mezinárodní výměnu zkušeností, představit veřejnosti profesi řidičů tramvaje zábavnou formou a představit dopravní podniky jako atraktivní zaměstnavatele.

## Přehled vítězů
| Rok  | Místo                 | Vítěz     |
| ---- | --------------------- | --------- |
| 2012 | Drážďany              | Budapešť  |
| 2013 | Budapešť              | Paříž     |
| 2014 | Barcelona             | Parla     |
| 2015 | Vídeň                 | Rotterdam |
| 2016 | Berlín                | Budapešť  |
| 2017 | Tenerife              | Paříž     |
| 2018 | Stuttgart             | Stockholm |
| 2019 | Brusel                | Brusel    |
| 2020 | Oradea                | –         |
| 2021 | Oradea                | –         |
| 2022 | Lipsko                | Hannover  |
| 2023 | Oradea                | Vídeň     |
| 2024 | Frankfurt nad Mohanem | Budapešť  |
| 2025 | Vídeň                 |           |